# 千葉交通
千葉交通株式会社（ちばこうつう、英: Chiba Kōtsū Co. Ltd.）は、かつて千葉県成田市、富里市を中心とした千葉県北東部で路線バス事業を行っていた企業。京成電鉄完全子会社であり、京成グループに属していた。
当初は成宗電気軌道と称して路面電車を、後には成田鉄道と改称して鉄道路線の運営を行っていたこともあった。路面電車については「成宗電気軌道」、鉄道路線については「成田鉄道多古線」「成田鉄道八街線」の項目を参照。

## 沿革
- 1908年11月 - 成宗電気軌道として設立。
- 1910年12月 - 成田駅前駅 - 不動尊駅間が開通。
- 1911年1月 - 成田駅前駅 - 宗吾駅間が開通全通。
- 1915年9月 - 成田瓦斯を合併。
- 1916年6月 - 成田電気軌道と改称。
- 1924年 - 京成電気軌道の傘下に入る。
- 1927年4月 - 千葉県営鉄道多古線（成田駅 - 八日市場駅）、八街線（三里塚駅 - 八街駅）の払い下げを受け、両線の営業を開始。
- 1927年5月 - 成田鉄道と改称。
- 1928年9月 - 多古線（成田駅 - 多古駅間）を改軌（軌間600mmから1067mmに変更。多古駅 - 八日市場駅間と統一する。）。
- 1937年4月 - 成田自動車を合併。バス事業開始。
- 1940年8月 - 八街線（八街駅 - 三里塚駅間）を廃止。
- 1944年1月 - 多古線（成田駅 - 八日市場駅間）を休止。
- 1944年12月 - 成宗軌道線（宗吾駅 - 不動尊駅間）を廃止。
- 1946年10月 - 多古線（成田駅 - 八日市場駅間）を廃止して鉄軌道事業から撤退。
- 1946年11月 - 成田バスと改称。
- 1956年11月 - 千葉交通と改称。
- 1973年8月18日 - 国鉄成田駅前の本社社屋（2014年頃までファミリーマートが所在し、再開発後は駅前広場の一部）を閉鎖。翌日より旧成田営業所横の仮社屋で業務開始。
- 1974年7月7日 - 千葉交通ビルでの業務を開始。
- 1977年4月29日 - 成田空港乗り入れに際し、運輸省の指導により英文社名「Chiba Bus Lines」を登録。
- 2007年4月1日 - 成田営業所小見川車庫廃止。

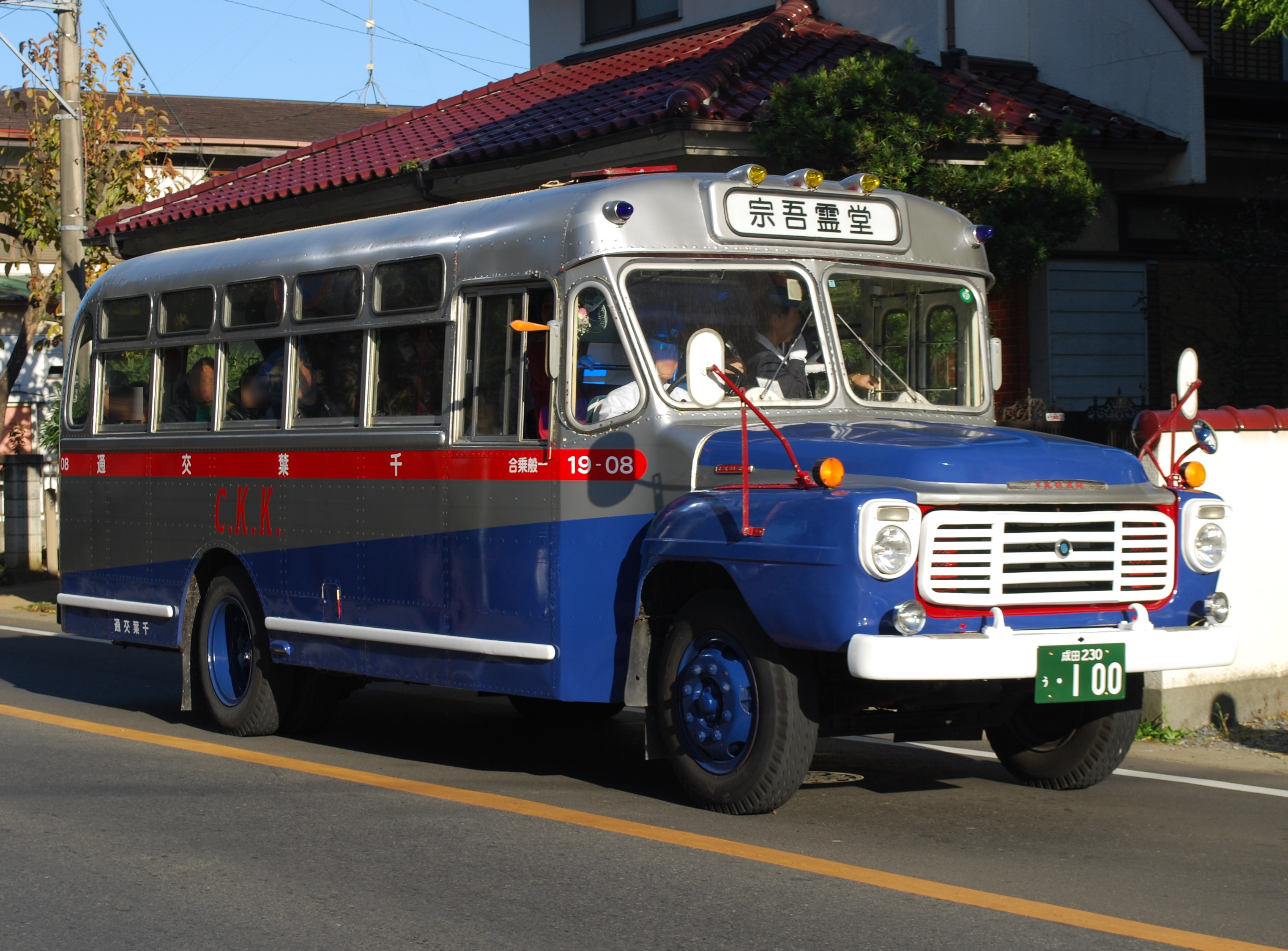
100周年記念ボンネットバス

- 2008年2月1日 - 成田営業所移転。成田営業所湯川車庫、多古営業所八日市場車庫廃止。
- 2008年11月 - 創立100周年記念行事として、成田市内にボンネットバスを期間限定運行。
- 2009年3月 - 高速バス（銚子 - 東京駅・浜松町線）においてPASMOを導入。
- 2012年3月27日 - 成田営業所管轄路線においてPASMOを導入。
- 2013年4月19日 - 酒々井プレミアム・アウトレット開業に伴い、路線バス・高速バスともに同施設向けの路線を新設ならびに既存路線を改正。
- 2025年4月1日 - 京成グループにおけるバス事業再編により、千葉中央バス・成田空港交通・千葉内陸バス・ちばフラワーバス・ちばシティバス・ちばグリーンバスと統合され、京成電鉄バスホールディングス傘下の京成バス千葉イーストとなる[2][3]。

## 本社および営業所
詳細は各営業所記事を参照のこと。なお、前述の京成バス千葉イーストへの再編に伴う営業所名の変更はない。
- 本社
  - 千葉県成田市花崎町750-1
- 成田営業所
  - 千葉県成田市吉倉259-5
- 多古営業所
  - 千葉県香取郡多古町多古108-2
- 銚子営業所
  - 千葉県銚子市松本町1-8-5

## 成田空港発着高速バス

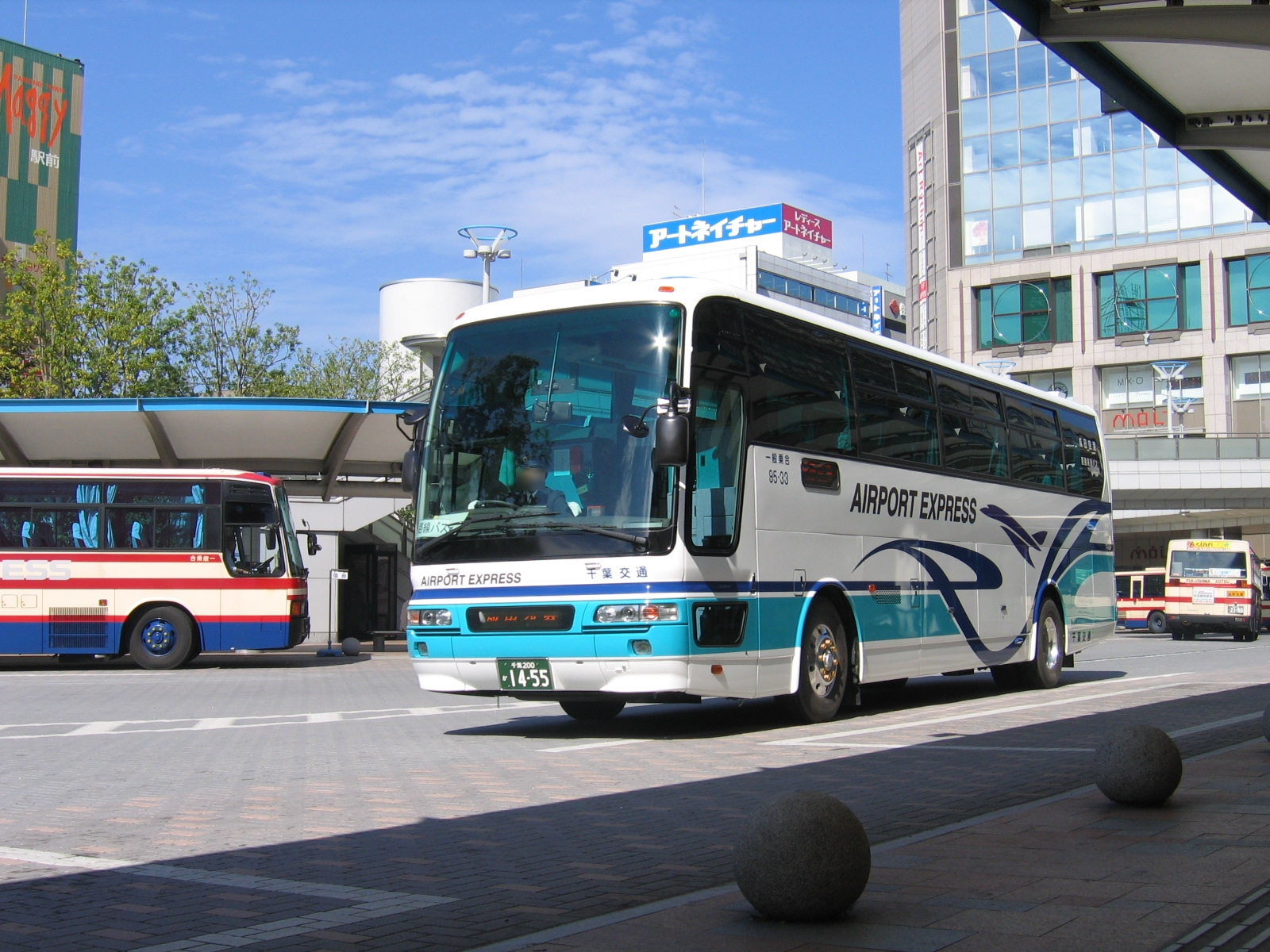
高速バス 福島・郡山 - 成田空港

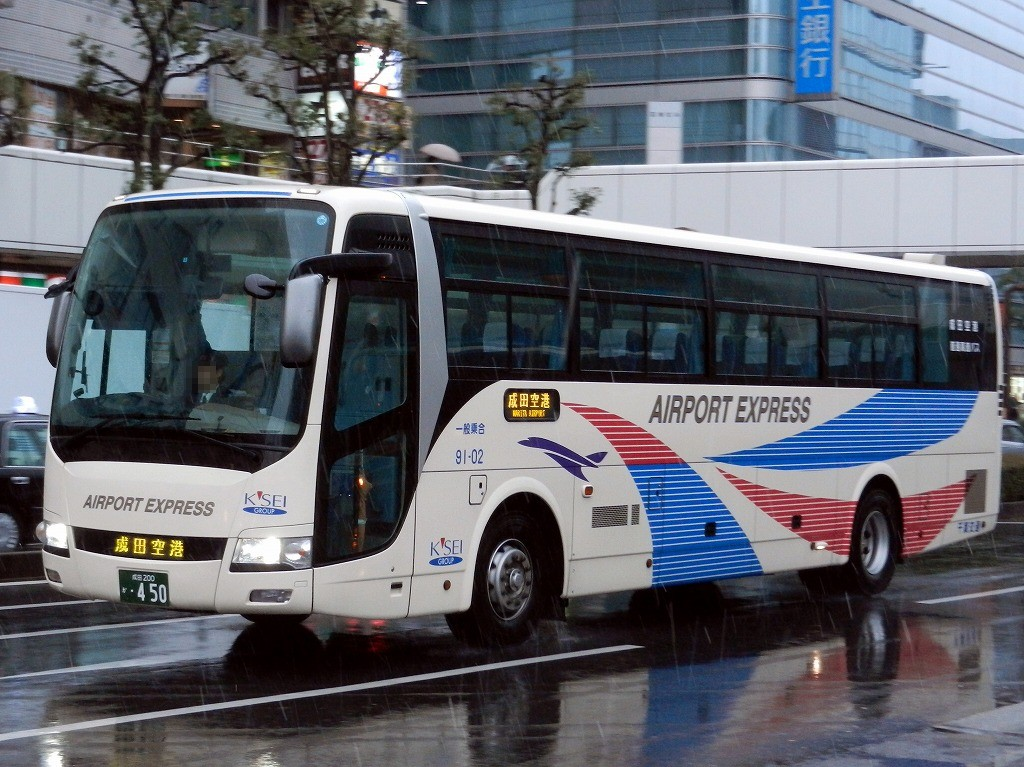
高速バス 「ONライナー号」

運行経路等詳細については当該記事を参照のこと。
< >内は共同運行会社。
- 宇都宮線（マロニエ号）： 日光・鹿沼・宇都宮・真岡 - 成田空港 <関東自動車>
1989年（平成元年）4月28日に運行開始[4]。
- 太田線（メープル号）： 太田駅・大泉町・館林市・境古河BT - 成田空港 <関東自動車>
- 桐生線（サルビア号）： 桐生駅・足利市駅・佐野新都市バスターミナル・境古河BT - 成田空港 <関東自動車>
- 前橋線（アザレア号）： 前橋・高崎・藤岡IC - 東京ディズニーランド・成田空港 <関越交通>
- さいたま新都心線（ONライナー号）： 西武バス大宮営業所・大宮駅・さいたま新都心駅 - 成田空港 <京成バス・東武バスウエスト・西武バス・国際興業バス> ※JRバス関東は共同運行から撤退
- 新越谷線（しらこばと号）： 新越谷駅・草加駅・八潮駅  - 成田空港 <東武バスセントラル・東京空港交通>
- 日立線（ローズライナー）： 日立・水戸 - 成田空港 <茨城交通>
- NATT'S： 土浦駅・つくば・ひたち野うしく駅 - 成田空港 <関東鉄道・成田空港交通>
- 酒々井アウトレットシャトル： 酒々井プレミアム・アウトレット - 成田空港
- 東京ディズニーリゾート方面： TDRエリア - 成田空港 <東京ベイシティ交通・東京空港交通>
- 新浦安方面： 新浦安地区ホテル - 成田空港 <東京ベイシティ交通・東京空港交通>
- 坂戸線： 森林公園駅・坂戸駅・川越駅 - 成田空港 <川越観光自動車・東武バスウエスト>
- 甲府線： 竜王・甲府駅・石和・勝沼 - 東京ディズニーランド・成田空港 <山梨交通>
- 成田シャトル： 大崎駅 - 成田空港・芝山町役場 <WILLER EXPRESS・京成バス> [5]

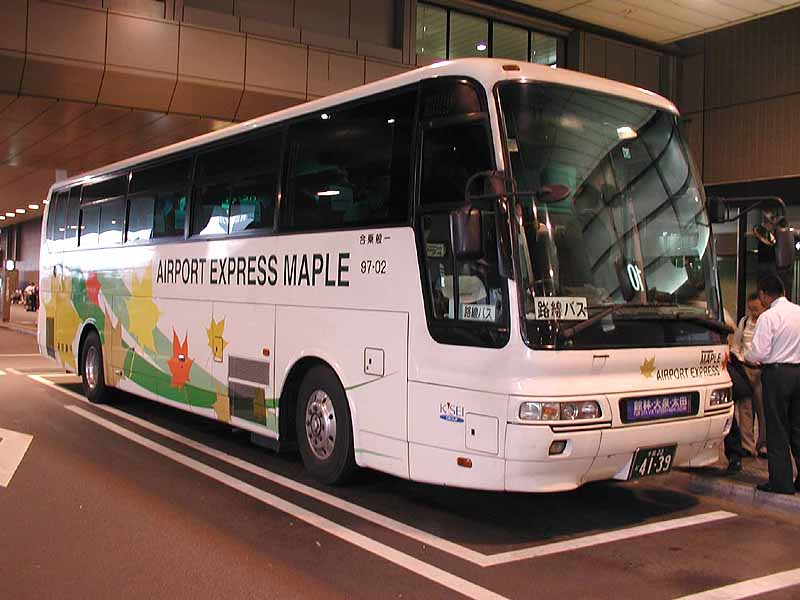
メープル号（専用色時代）
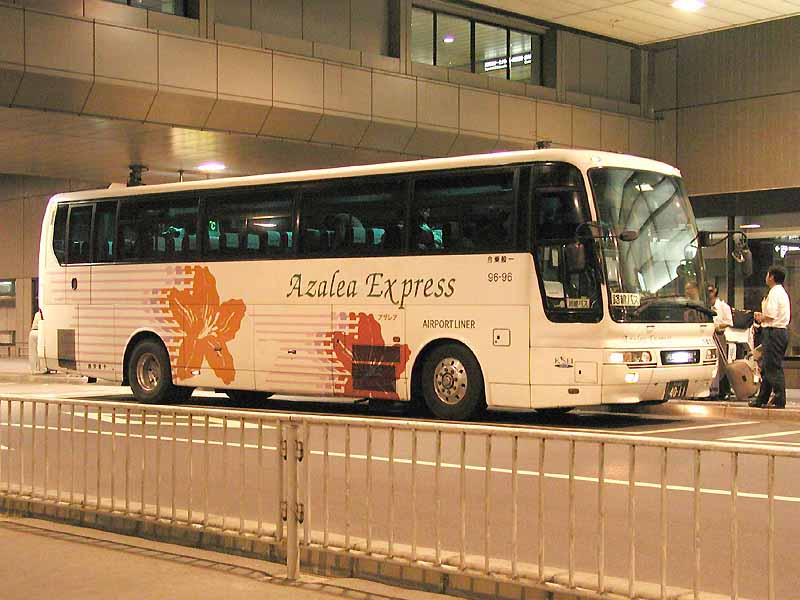
アザレア号（専用色時代）
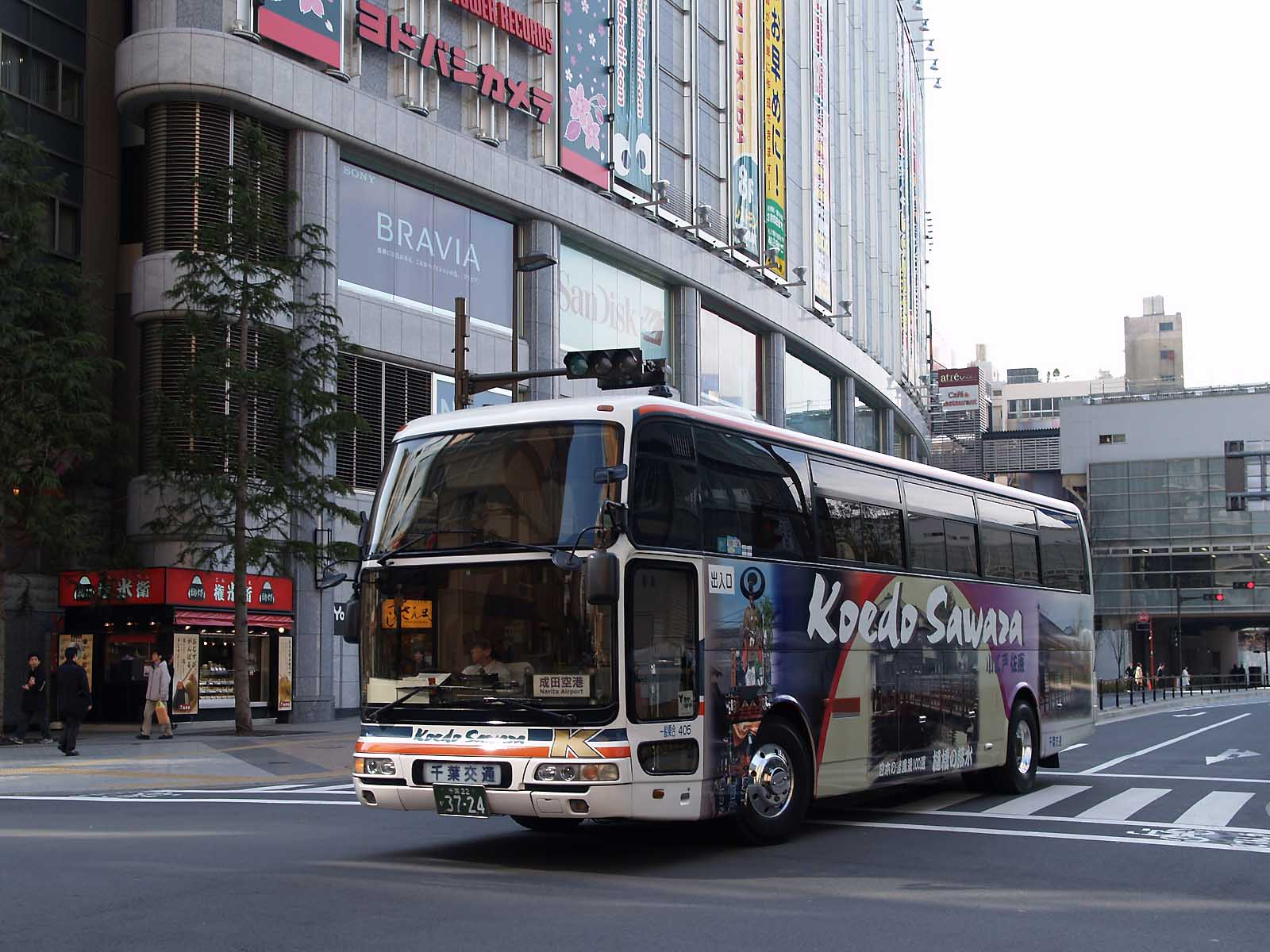
秋葉原-成田空港・佐原線（2008年3月末に廃止）
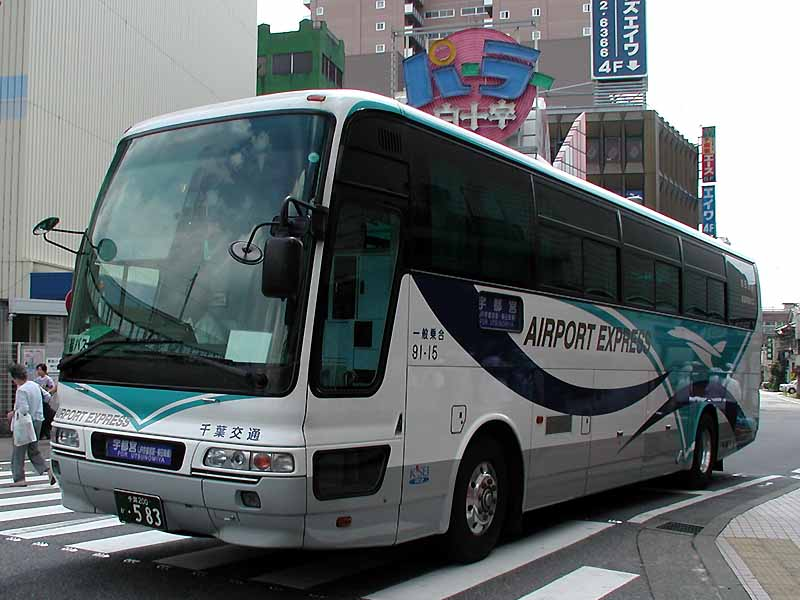
マロニエ号

### 過去に運行されていた路線
- 会津若松線： 会津若松・猪苗代・郡山 - 成田空港 <会津乗合自動車> ※2016年12月23日 - 2017年3月13日の金・土・日・月運行
- 熊谷線：新島車庫・熊谷駅・鴻巣駅・久喜市菖蒲BT - 成田空港 <国際十王交通>[6]
- 福島線： 福島・二本松・郡山 - 成田空港 ※2022年9月1日廃止[7]

## 都市間高速バス

### 犬吠号
京成バスとの共同運行

#### 運行経路

##### 旭ルート
- バスターミナル東京八重洲 -（※酒々井プレミアム・アウトレット）- 大栄 - 栗源 - 山田 - 干潟 - 旭 - 旭中央病院東 - 海上 -    飯岡 - イオン銚子ショッピングセンター - 銚子駅 - 東芝町 - 陣屋町 - 犬吠埼 - 犬吠埼太陽の里（一部の便）※付きのバス停は　一部便のみ経由。

##### 横芝光・旭ルート
- バスターミナル東京八重洲 - 横芝光IC - 飯倉台 - 八日市場駅 - 匝瑳市役所 - 干潟 - 旭 - 旭中央病院東 - 海上 - 飯岡 - イオン銚子ショッピングセンター - 銚子駅
  - 2022年9月17日運行開始

#### 路線沿革
- 1991年（平成3年）6月12日 - 犬吠号運行開始[8]。
  - 2009年（平成21年）3月26日 - PASMOを導入[9]。
- 2010年（平成22年）3月 - イオン銚子ショッピングセンターバス停新設。
- 2010年（平成22年）4月 - 旭中央病院東バス停新設。同時にここへの通院バスとして銚子市内のバス停（前述のイオン銚子SCを除く）と旭中央病院東に限っての利用も可能になる。
- 2011年（平成23年）10月17日 - 銚子駅・高速黒生バス停新設。また、一部時間帯の便は旭中央病院と犬吠埼太陽の里へも乗り入れ開始。旭中央病院まで利用できる銚子市内のバス停を拡大（イオン銚子SCおよび同日新設バス停）。
- 2012年（平成24年）3月27日 - 犬吠埼京成ホテルバス停の名称を「犬吠埼」に変更。
- 2020年（令和2年）9月16日 - 世界貿易センタービル建替え工事に伴い、浜松町バスターミナル乗入れを終了し、東京駅発着に変更[10]。
- 2022年（令和4年）9月17日 - 東京駅の発着場所を「バスターミナル東京八重洲」に変更。

### 利根ライナー号

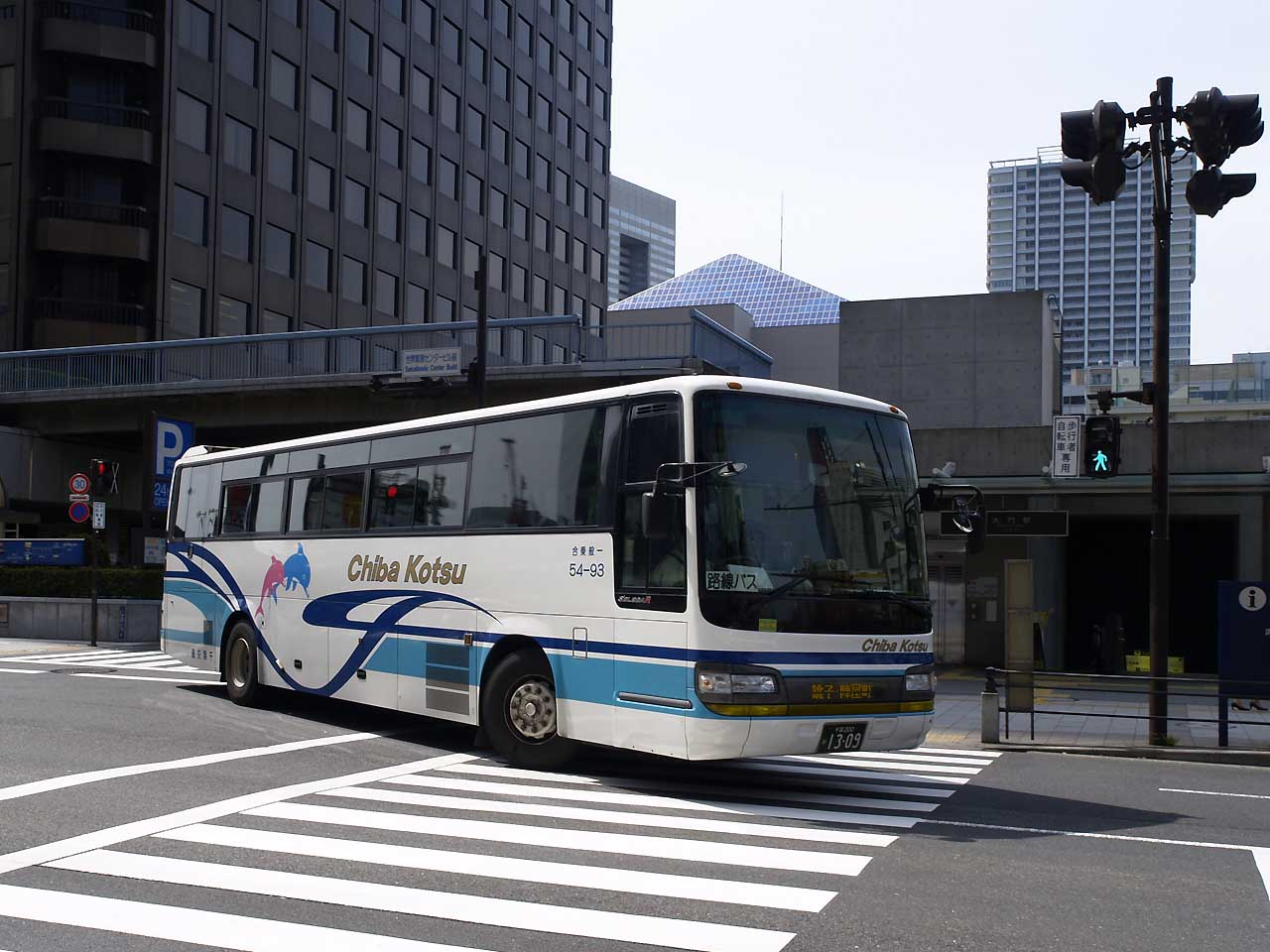
利根ライナー号（千葉交通）

#### 運行経路

##### 小見川ルート
- バスターミナル東京八重洲 - 酒々井プレミアム・アウトレット（一部の便） - 佐原香取（香取IC） - 高速小見川工業団地 - 小見川支所 - 小見川 - 東庄 - 橘 - 豊里 - 高速松岸 - 銚子駅 - 東芝町 - 陣屋町

##### 佐原ルート
- バスターミナル東京八重洲 - 酒々井プレミアム・アウトレット（一部の便） - 発酵の里こうざき - 佐原駅北口 - 香取市役所前 - 高速一の分 - 小見川駅 - 小見川 - 東庄 - 橘 - 豊里 - 高速松岸 - 銚子駅
- 「佐原ルート」の経由便に限り、佐原駅北口～銚子駅間の途中乗降が可能となっている。[11]

##### 小見川・佐原ルート
- バスターミナル東京八重洲 - 発酵の里こうざき - 佐原駅北口 - 香取市役所前 - 佐原香取（香取IC） - 高速小見川工業団地 - 小見川支所 - 小見川 - 東庄 - 橘 - 豊里 - 高速松岸 - 銚子駅

#### 過去の運行経路
バス停新設のみの場合は除く。

##### 小見川ルート
- 浜松町バスターミナル - 東京駅八重洲口前 - 佐原香取（香取IC） - 高速小見川工業団地 - 小見川 - 東庄 - 橘 - 豊里 - 高速松岸 - 東芝町 - 陣屋町

##### 小見川・佐原ルート
- 浜松町バスターミナル - 東京駅八重洲口前 - 大栄 - 佐原駅北口 - 高速香取市役所前 - 佐原香取 - 小見川工業団地 - 小見川 - 東庄 - 橘 - 豊里 - 高速松岸 - 東芝町

##### 佐原ルート
- 浜松町バスターミナル - 東京駅八重洲口前 - 大栄 - 佐原駅北口 - 高速香取市役所前 - 高速一の分 - 小見川 - 東庄 - 橘 - 豊里 - 高速松岸 - 東芝町

#### 路線沿革
- 1995年4月 - 利根ライナー小見川ルート運行開始。
- 1996年9月 - 利根ライナー佐原ルート運行開始。
- 2009年3月 - PASMOを導入。
- 2009年7月18日 - 小見川ルートおよび小見川・佐原ルートに「小見川区事務所」バス停を新設。
- 2011年10月4日 - 銚子駅バス停を新設。これに伴い東芝町発着便は全て銚子駅発着に変更。小見川・佐原ルート及び小見川ルート千葉科学大学乗り入れの廃止。
- 2013年4月19日 - 酒々井プレミアム・アウトレットの開業に伴い、1日5往復が酒々井プレミアム・アウトレットに停車。浜松町バスターミナル・東京駅 - 酒々井プレミアム・アウトレット間に「アウトレットエクスプレス 酒々井」という愛称がつけられる。
- 2016年3月16日 - 佐原ルート、経路変更に伴う改正。
  - (1)新設：｢発酵の里こうざき｣
  - (2)廃止：｢玉造団地入口｣・｢高速与倉｣・｢高速赤坂台｣
  - (3)減便：｢大栄｣ ※佐原ルートは経由変更により旭ルートのみ停車
  - (4)移設：｢高速下小堀｣を1km 佐原寄りに移設し｢高速富田｣に名称変更
- 2018年9月27日 - 佐原ルートに「小見川駅」バス停を新設。小見川ルートの一部便を佐原地区経由に変更、小見川・佐原ルートとして分離。
- 2020年9月16日 - 世界貿易センタービル建替え工事に伴い、浜松町バスターミナル乗入れを終了し、東京駅発着に変更[10]。
- 2021年3月16日 - 佐原ルートについて、「佐原駅北口」バス停から銚子方面への乗降扱いを開始[12]。

### 京都・大阪線
南海バスとの共同運行。2020年4月より運休となり、2024年9月1日に廃止された。

## 車両
一般路線では日野自動車製の車両（主にレインボー、ブルーリボン）が多く導入されており、三菱ふそう製の車両も中型車（エアロミディ）を中心に在籍している。かつてはいすゞ自動車製の中型車ジャーニーK（LR系）も導入されていた。高速路線車、貸切車は三菱ふそう製（主にエアロエース、エアロバス）が多く導入されている。日野車は以前は少数派であったが、近年ではセレガ（2代目）の導入も進められている。高速路線車と貸切車ではいすゞ車は導入されていない。また、日産ディーゼル（現・UDトラックス）車については八日市場市（現・匝瑳市）コミュニティバスとしてRN（ワンステップ小型バス）が導入されたのみで、それ以外での導入例はない。
近年では成田営業所に一般路線用の新車を大量に導入し、新車導入によって押し出された既存車を多古営業所や銚子営業所に転属させるのが恒例となっている。高速路線車は成田営業所、銚子営業所ともに新車が直接導入されている。
路線車のカラーリングは、2000年以降は白地に水色と紺色が基本的な組み合わせである。銚子地区で使用されている小型車（三菱ふそう・エアロミディMJ）では水色をベースに青色で波を表現した模様とイルカのイラストが入る塗装が採用されている。
1993 - 1999年式車は、アイボリーベースに赤を基調としたカラーパターンで側面に「Chiba Bus Lines」と表記されているカラーリングを採用していた。しかし、このカラーリングは補修面の問題からその後は使用されず、順次現行塗装に変更された。カラーパターンタイプで残った車両も順次置き換えが進み、現在では見られなくなった。
また、1991年以前の塗装は銀色をベースに赤いラインを入れ、車体下部を紺色とするカラーリングを採用していた。（現在の南国交通の塗装と同様のものである。）銀色ベースのカラーリングの車両は順次カラーパターンタイプもしくは白地に水色と紺色の現行塗装に塗り替えられたが、一部車両では廃車まで銀色ベースのカラーリングを維持していたものもあった。2018年には創立110周年を記念し、「リバイバルカラー」として銀色ベースのカラーリングの新車（ブルーリボン・レインボー）が3台登場した。
現行高速バスのカラーリングは、路線車と同様白地に水色と紺色のカラーリングを採用しているが、デザインは路線車と異なっている。側面には航空機（一部はコンコルド風）または2頭のイルカのイラストが添えられ、空港路線に投入される車両は「AIRPORT EXPRESS」、空港路線以外の高速路線車では「Chiba Kotsu」と表記されている。2007年からは新しい京成グループ共通デザインが採用されているが、イラストと車体表記は先述したものと同じである。以前は京成バスなどと同じく、白地に朱色と青帯の京成グループ共通デザイン（Kanacカラー）を採用していた。
貸切車は高速路線車と同様、2007年からは新しい京成グループ共通デザインが採用されている。高速路線車のようなイラストはなく、車体表記は「Chiba Kotsu」である。2007年以前は白地に朱色と青帯の京成グループ共通デザイン（Kanacカラー）を採用していた。

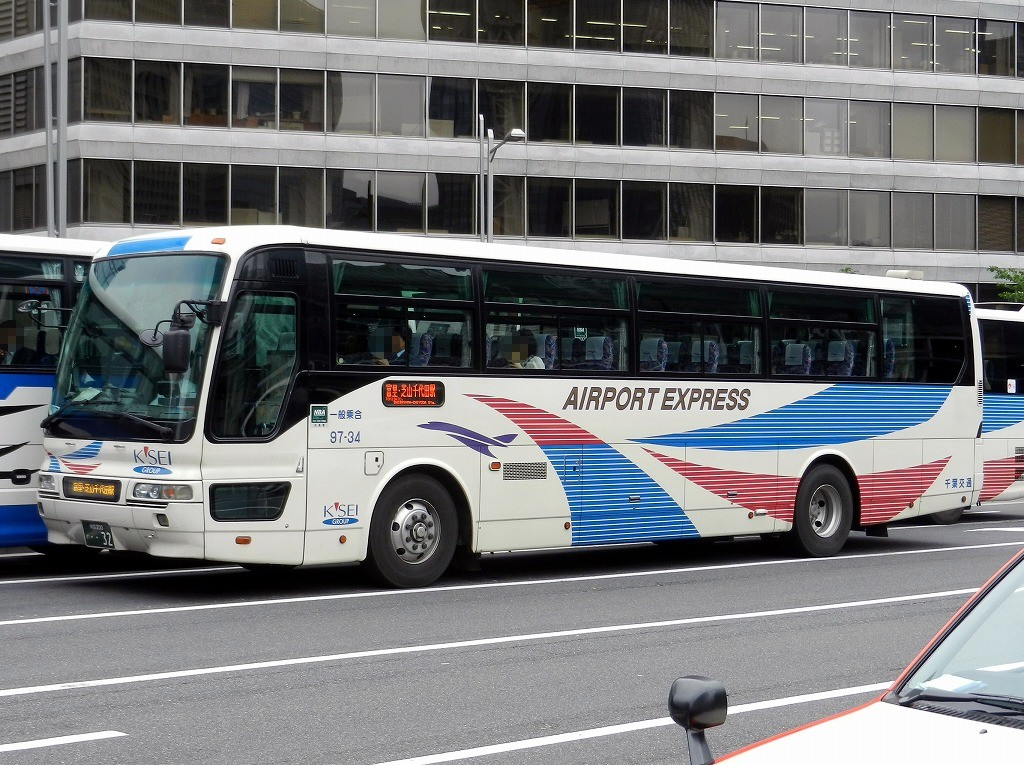
新高速色
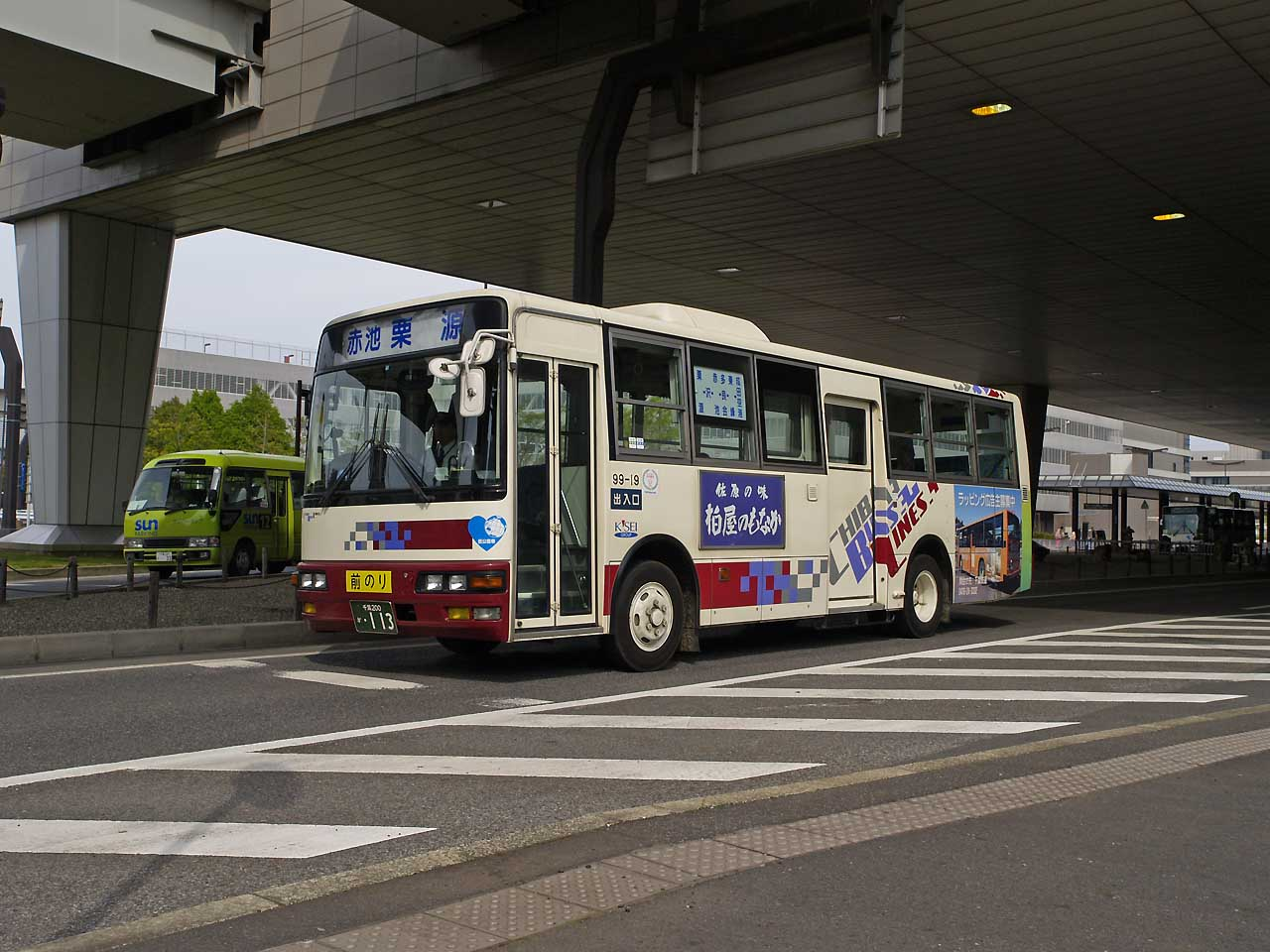
一般路線バス（Chiba Bus Lines カラーパターンタイプ）
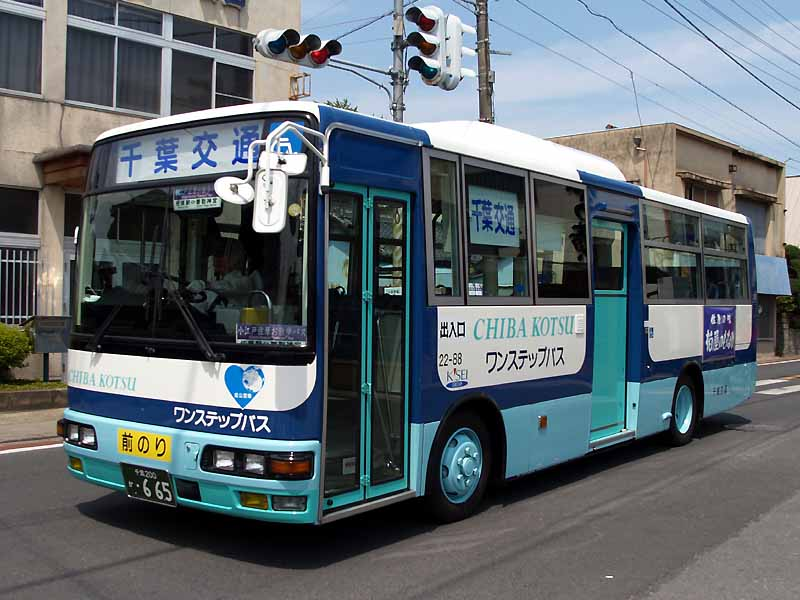
一般路線バス（現行の塗装）
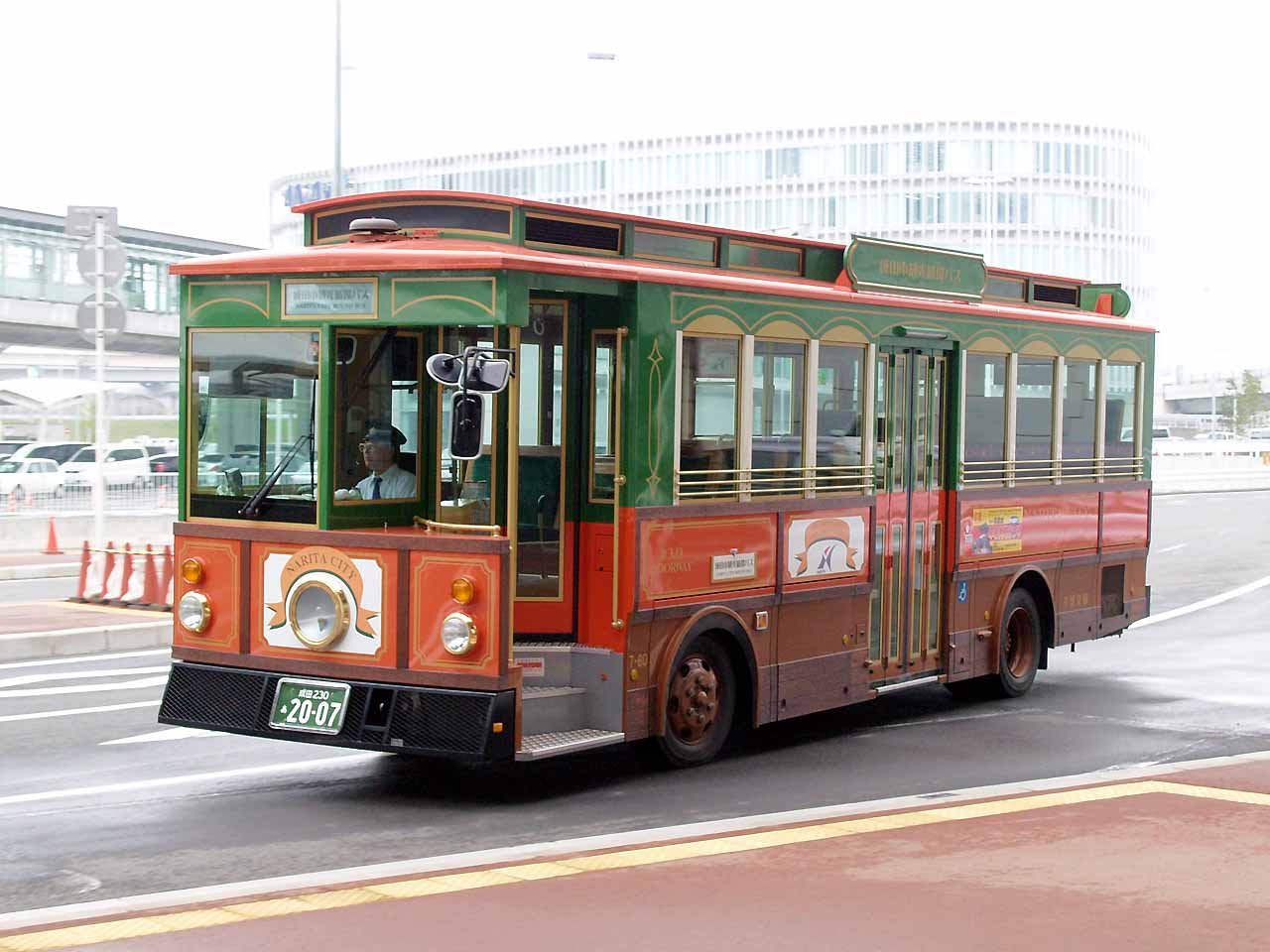
成田市観光循環バス（路線廃止でイオンモール成田～成田空港シャトルバスに転用）
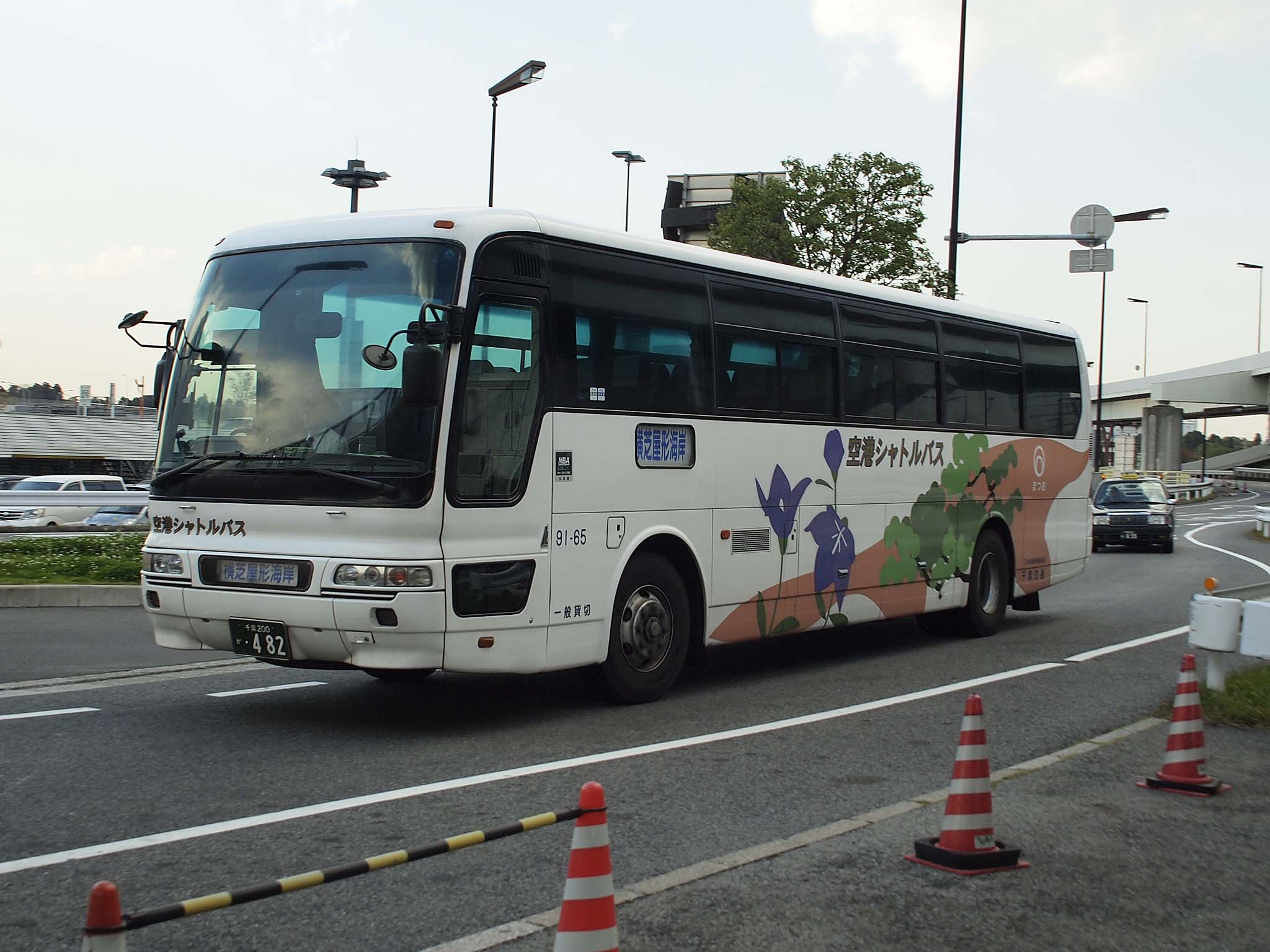
芝山鉄道延伸連絡協議会 空港シャトルバス（初代）
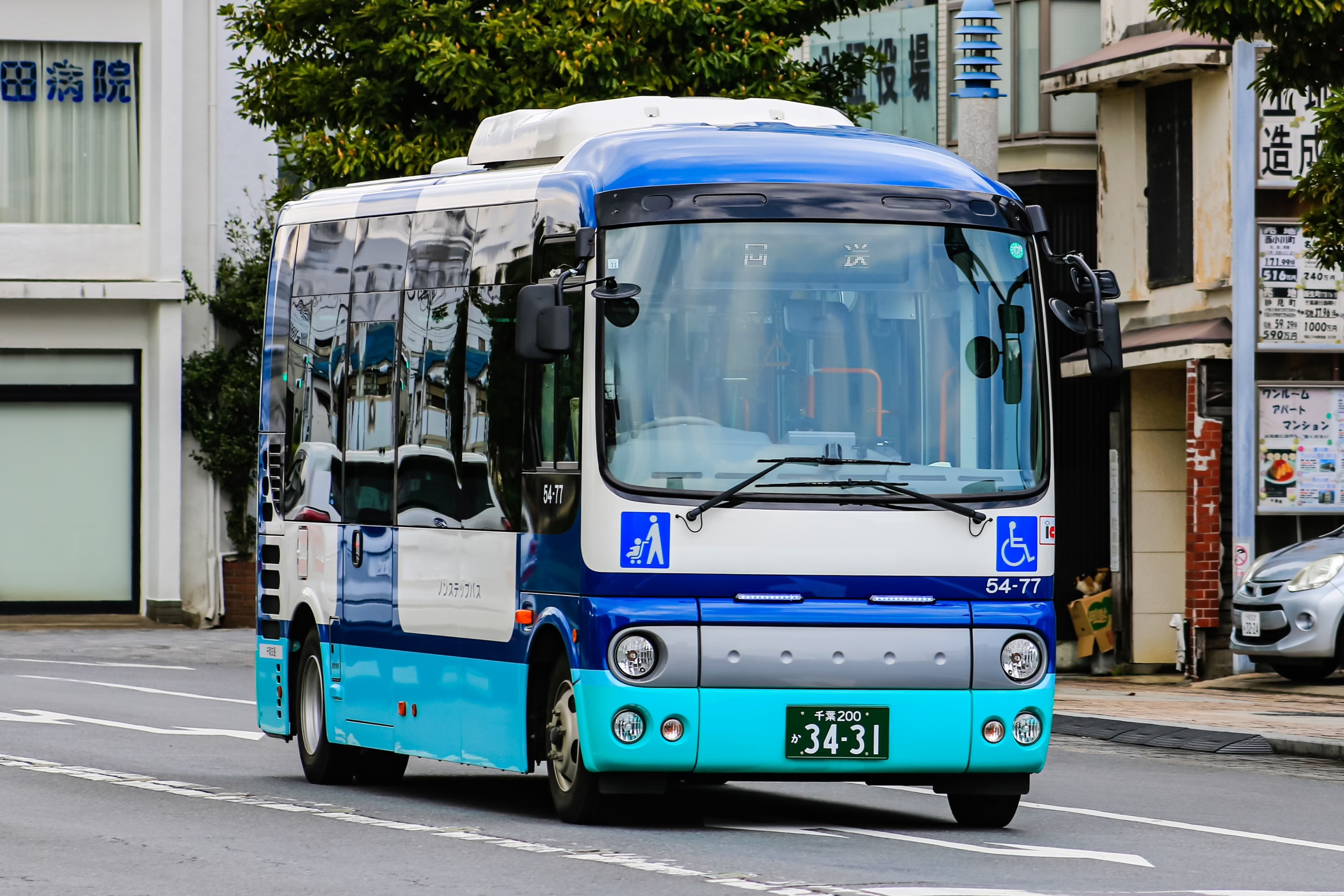
日野ポンチョ(銚子営業所)
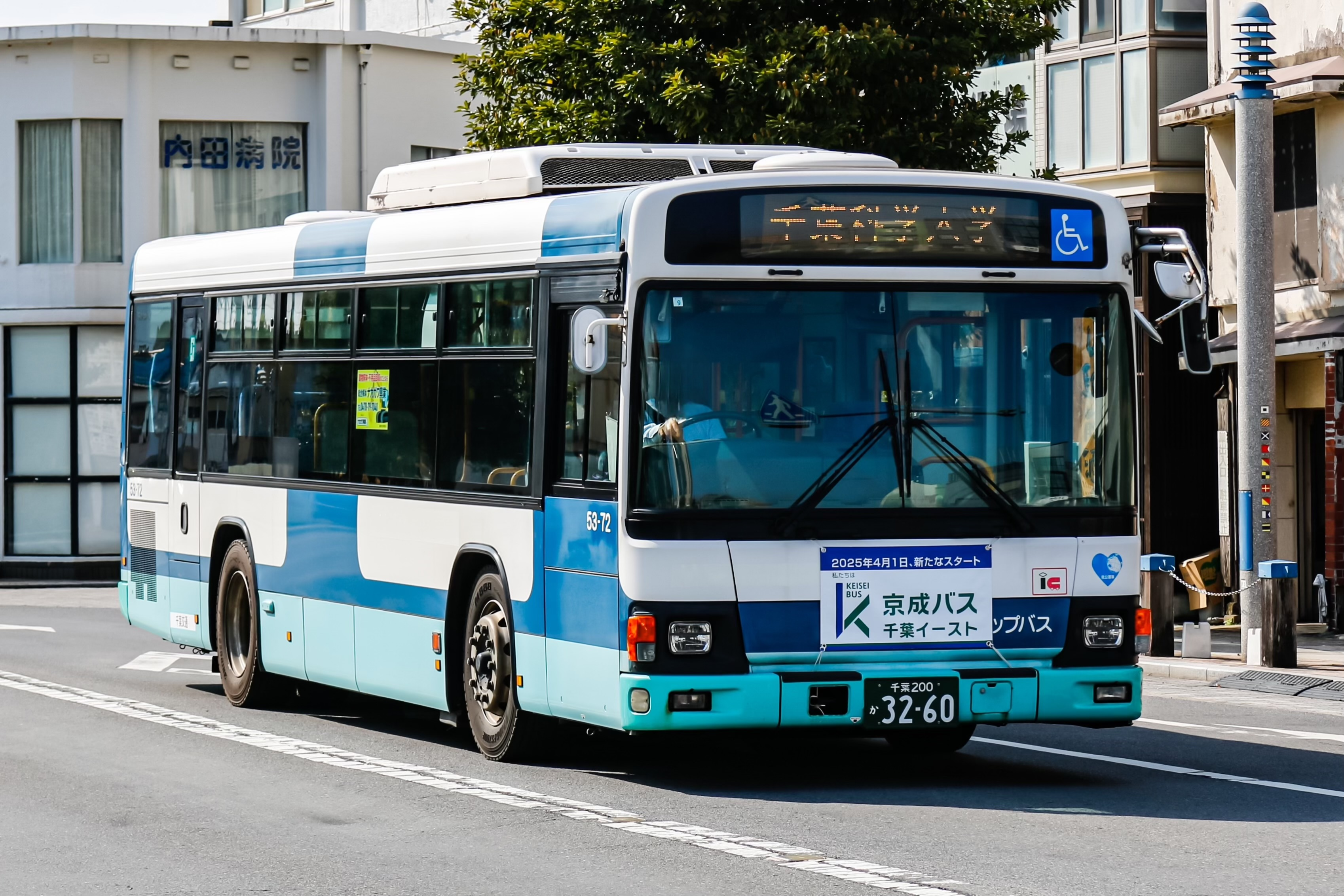
日野ブルーリボンII  (銚子営業所)

### 路線別塗装
- 成田空港リムジンでは当初共同運行の相手会社にあわせた塗装をONライナー・マロニエ・アザレア・メープルで採用していたが、共同運行路線が増えたため現在は中止している。
- かつて運行されていたJR成田駅～成田全日空ホテル・ホテルマロウド間の路線に用いる専用車（日野ブルーリボン）は、クリーム色ベースにカラフルな楕円をデザインし、「SHUTTLE BUS」の文字が入る専用カラーであった。
- 成田空港～横芝屋形海岸を結ぶ「空港シャトルバス」では、初代車両（三菱ふそうエアロバス）では沿線市町村【芝山町、松尾町、蓮沼村（以上、現在の山武市、横芝町（現在の横芝光町）】の花やシンボルが入るカラーリング、2代目車両（日野ブルーリボンII）では沿線市町村のイメージキャラクターが入るラッピングが施されている
- 京成成田駅～イオンモール成田間を結ぶ路線に使用されている車両は、イオンのイメージカラーである赤紫色の塗装が施されている。

### 車番
千葉交通の車両は、登録番号とは別に車番をつけて管理している。一般路線車、高速路線車の車番は「11-01」のような4桁の数字となっている。数字の詳細は以下のとおりである。
- 1桁目　所属営業所を示す。
  - 「1」成田営業所の一般路線車　「2」現在不使用（以前は成田営業所佐原車庫←佐原営業所）「3」多古営業所（以前は成田営業所小見川車庫←小見川営業所）「4」不使用　「5」銚子営業所　「6」銚子営業所旭車庫（以前は旭営業所）　「7」現在不使用（以前は多古営業所八日市場車庫←八日市場営業所）「8」現在不使用（以前は多古営業所横芝車庫←横芝営業所）「9」成田営業所の高速路線車（以前は多古営業所）
- 2桁目　年式を示す。西暦の下1桁を使用している。（例：「1」の場合は1991年式・2001年式・2011年式）
- 3、4桁目　車両ごとの固有番号。一般路線車と高速路線車で分けられている。また、下2桁の「42」は欠番となっている。かつては下2桁の「49」も欠番であったが、2017年に「17-49」号車が登場したため、現在は欠番ではなくなっている。

以上の法則により、「11-01」号車は「成田営業所の一般路線車でxxx1年式の01号車」ということになる。
この車番は車両の転属時に変更されるが、車両によって1桁目のみが変更される場合と、固有番号を含めてすべて変更される場合がある。
また、貸切車の車番は「N201」のように、1桁目にアルファベットを入れている。「N」は成田営業所所属を示す。かつて銚子営業所に貸切車の所属があった時代には、銚子営業所所属を示す「C」が使用されていた。2桁目以降は一般路線車、高速路線車と同じである。特定輸送用の車両は、「T12-215」のように所属営業所を示す1桁目の数字の前に「T」が入り、固有番号が3桁となる車両も存在している。
1999年ごろまでは日野自動車製の一般路線車で、車番の重複を防ぐ目的から「H11-73」のように所属営業所を示す1桁目の数字の前に「H」（日野自動車の頭文字）を入れた車両も存在した。しばらくこの表記の車番は登場していなかったが、2018年に登場した旧塗装のリバイバルカラー車で、「H」表記が復活している。

## 傘下企業

### かつての傘下企業
- 銚子電気鉄道株式会社

1990年（平成2年）1月に千葉県東金市の総合建設業・内野屋工務店に経営権を譲渡。同社の子会社として銚電恒産を設立し銚子電気鉄道はその子会社となった。これが後に銚子電気鉄道の経営が悪化する遠因となった。
- 千葉交タクシー株式会社
- 成田タクシー株式会社

上記2社は京成タクシーホールディングス発足に伴い2019年（平成31年）3月1日に統合のうえ同社傘下に移管、京成タクシー成田株式会社に改称（千葉交タクシーが存続会社）。京成タクシーホールディングス傘下のタクシー事業者では京成タクシー習志野および京成タクシー佐倉と共にバス事業も営む（引き続き「ちばこうバス」の名称で運行）。しかし、京成タクシーホールディングスの再編に伴い、2月1日付で京成タクシー佐倉・京成タクシーかずさと統合され京成タクシーイーストと社名を変えた。
- 株式会社千葉交通旅行社

2020年（令和2年）7月6日、千葉交通に合併され解散。
- 株式会社成田自動車教習所

2022年（令和4年）10月1日、京成ドライビングスクールに合併。教習施設としての成田自動車教習所は京成ドライビングスクール成田に改称。